# لکسی گری
لکسی گری (به انگلیسی: Lexie Grey) از شخصیت‌های اصلی سریال آناتومی گری می‌باشد و چیلر لای این نقش را ایفا کرده‌است. او پس از برهم زدن رابطه خود با مارک اسلون و تلاش برای ارتباط دوباره با وی در انتهای فصل هشتم آناتومی گری از سریال خارج می‌شود.